# 송 대공
송 대공(宋戴公, ? ~ 기원전 766년)은 중국 서주 시대, 춘추 시대의 인물로, 제11대 송공이다. 성은 자(子), 이름은 백(白)이다.
10대 송공 송 애공의 아들로, 아버지가 죽은 후 그 뒤를 이었다.
송 대공의 아들들에게서 황씨(皇甫 氏), 화씨(華氏), 악씨(樂氏) 등이 갈려나와, 송나라의 유력 세경가로 발전했다. 이들은 대공의 자손이므로 통틀어서 대씨(戴氏)라고 한다. 일설에는, 대씨의 후손에서 척성군이 나와 무공의 자손에서 세습되던 송나라 임금의 자리를 빼앗았다고 한다.

## 가계
- 송 애공
  - 송 대공
    - 송 무공
    - 황보 충석 (황보 씨의 시조)
    - 공자 열 (화씨의 시조)
    - 공자 간 (악씨의 시조)